# Дадли (Мисури)
Дадли (енгл. Dudley) град је у америчкој савезној држави Мисури.

## Демографија
По попису из 2010. године број становника је 232, што је 57 (-19,7%) становника мање него 2000. године.
| Група             | 2000.       | 2010.       |
| Белци             | 287 (99,3%) | 229 (98,7%) |
| Афроамериканци    | 0 (0,0%)    | 0 (0,0%)    |
| Азијати           | 0 (0,0%)    | 0 (0,0%)    |
| Хиспаноамериканци | 1 (0,3%)    | 2 (0,9%)    |
| Укупно            | 289         | 232         |